# Botryosphaeria diapensiae
Botryosphaeria diapensiae är en svampart som tillhör divisionen sporsäcksvampar, och som först beskrevs av Rehm, och fick sitt nu gällande namn av Margaret E. Barr. Botryosphaeria diapensiae ingår i släktet Botryosphaeria, och familjen Botryosphaeriaceae. Arten är reproducerande i Sverige.